# Norte de Inglaterra
El norte de Inglaterra o El Norte en un ámbito más local, es una región cultural de Inglaterra (Reino Unido). No es una región administrativa del gobierno, sino más bien una amalgama informal de los condados. El límite sur de la región es aproximadamente el río Trent, mientras que el norte está bordeado por Escocia. A veces en la historia de la Isla de Man, en la actualidad una dependencia de la Corona, ha sido geopolíticamente vinculados con la región y en algunos aspectos culturales sigue siendo así. Los condados del norte de Inglaterra juntos tienen una población de alrededor de 14.5 millones con una superficie de 37,331 km² (14,4 millas cuadradas).

## Historia
Durante la antigüedad la mayor parte de la zona era parte de Brigantia, patria de los brigantes y el mayor reino britanos de la isla de Gran Bretaña. Después de la conquista romana de Britania, la ciudad de York se convirtió en capital de la provincia romana llamada primero Britania Inferior y posteriormente, Britania Secunda. Después del abandono de las legiones romanas, la región pasó a conocerse como Yr Hen Ogledd, término celta que significa el Viejo Norte. Una élite gobernante angla creó Bernicia y Deira de los que surgió Northumbria y una edad de oro de actividad cultural, académica y monástica, centrada alrededor de Lindisfarne y con la ayuda de los monjes irlandeses. Los nórdico-gaélicos vikingos obtuvieron el control de gran parte de la zona, con la inserción en Danelaw con el Reino de Mann y las islas, Dublín y Noruega. 
Tras la conquista normanda en 1066, la desolación se presentó con la Masacre del Norte, aunque la construcción y fundación de ciudades se promovió poco después. Un Consejo del Norte estuvo vigente durante la Baja Edad Media hasta la Commonwealth  después de la Revolución inglesa. El área de la frontera anglo-escocesa luchó hasta la unificación de Gran Bretaña en virtud de los Estuardo.
- Datos: Q1788657
- Multimedia: Northern England / Q1788657